# 妖怪道中記

此為舊版本的《妖怪道中記》的開始畫面。新版本的畫面則會有主人公Tarosuke在標題中徘徊

《妖怪道中記》是日本Namco（當時為Namcot）公司推出的動作遊戲之一，於1987年首度推出街機版本。
除街機外，遊戲亦推出紅白機、PC Engine及Wii的Virtual Console版本，但遊戲配置、佈景等均與街機版本不同。
故事講述一位名為Tarosuke的主角，跑往地獄之路冒險去，途中需攻擊敵人及拿取金錢，而主角在遊戲的表現將決定其結局。
遊戲結局共有5個，包括主角會進入天界、回到人間、打落畜生界、餓鬼界或地獄界。

## 外部連結
- Virtual Console版本